# Stade Jean-Dauger
Pour les articles homonymes, voir Dauger.
Le stade Jean-Dauger est un stade situé à Bayonne, dans les Pyrénées-Atlantiques.
Il est le stade résident de l'Aviron bayonnais.

## Présentation
Le stade Saint-Léon, nommé d'après Léon de Carentan, est ouvert le 21 septembre 1935, puis inauguré le 29 mai 1939,.
À l'origine stade vélodrome, l'enceinte sportive accueillit l'arrivée de plusieurs étapes du Tour de France cycliste. Des matches de gala opposant parmi les meilleures équipes européennes de football et, en rugby, des finales de challenge Yves du Manoir, des rencontres opposant la sélection Côte basque à la Nouvelle-Zélande ou bien encore une rencontre de Coupe du monde en 1991 ont, entre autres événements, participé à sa riche histoire.
Au début des années 2000, le parc des sports Saint-Léon est renommé stade Jean-Dauger, en hommage au joueur de rugby emblématique de l'Aviron bayonnais Jean Dauger, mort en 1999. Une statue de bronze à son effigie est par ailleurs installée à l'entrée de l'enceinte sportive.
En hommage à sa ferveur et à son soutien populaire, le public bayonnais, emmené par sa mascotte Pottoka, s'est vu élire meilleur public du Top 14 en 2006.
En octobre 2007, et ce malgré la rénovation récente, la demande en termes de billetterie est telle (plus de 8 000 cartes d'abonnements éditées pour la saison 2007-2008) que l'Aviron bayonnais rugby pro, avec l'accord de la mairie, décide d'implanter des tribunes supplémentaires (avec sièges coqués et numérotés) dans les virages, augmentant la capacité en places assises de 2 300 places supplémentaires.
Le 19 septembre 2008, toujours à cause d'une demande grandissante en termes de billetterie (augmentation des abonnements de 8 % par rapport à 2007-2008), et en accord avec la mairie, le stade voit sa capacité augmentée de 3 000 places avec la création de nouvelles places debout dites pesages nord et pesages sud situées à l'intérieur des deux virages de la piste d'athlétisme, derrière les poteaux. Le premier match à utiliser cette nouvelle jauge de stade homologuée, est le derby Aviron bayonnais-Biarritz olympique du 4 avril 2009.
Pour la saison 2008-2009, un écran géant de 52 m² est installé en lieu et place du précédent tableau d'affichage (situé désormais derrière la tribune virage Nord no 3).
Le stade devenant trop petit, une réflexion est engagée entre la mairie de Bayonne, l'Aviron bayonnais et des partenaires privés pour une démolition-reconstruction du stade amenant une capacité totale espérée à 20 000 places assises.
Le 18 avril 2009, en avant-match de la rencontre de Top 14 entre Bayonne et Bourgoin-Jallieu, le président de l'Aviron bayonnais rugby pro, Francis Salagoïty, annonce la construction d'une tribune « virage Nord » de 3 500 places assises, amenant la capacité totale assise du stade à 11 000 places, et qui sera située derrière l'en-but nord, condamnant de facto la piste d'athlétisme.
Début mai 2010, des travaux sont engagés dans le virage sud du stade, à l'emplacement de l'ancienne piste d'athlétisme, pour la construction d'une 4e et dernière tribune découverte de 2 500 places assises : « virage Sud ».
En novembre 2014, le club entame des travaux grâce à l'investissement du sponsor Europcar afin de couvrir la tribune du « virage Sud » et de se doter de deux écrans géants, un côté nord et un côté sud, pour un meilleur confort des supporteurs et une mise en conformité afin d'obtenir le « label stade » créé par la Ligue nationale de rugby. À la suite de ces travaux, la tribune sera renommée « tribune Europcar ». La tribune et les deux écrans géants furent inaugurés le 21 février 2015, lors de la rencontre Aviron bayonnais-Stade français comptant pour la 18e journée du Top 14.
Les rénovations de 2020 actent la destruction de l'ancienne tribune Est par une nouvelle, à cette occasion rapprochée du terrain. Deux ans plus tard, la tribune Sud fait quant à elle l'objet de rafraichissement. Ces deux rénovations font passer la capacité totale du stade de 17 000 à 13 500 places.